# 卡里格萊恩
卡里格萊恩（英語：Carrigaline）是愛爾蘭共和國的一座城市，位於科克郡科克以南14公里處。卡里格萊恩近年來快速發展，由一個只有數百人的村莊發展為一座小城。卡里格萊恩和法國城市布列塔尼是姊妹城市。

## 外部連結
- website of the Parish of Our Lady and St. John Church, Carrigaline （页面存档备份，存于）
- Carrigaline Official Website （页面存档备份，存于）
- Carrigaline GAA Official Website （页面存档备份，存于）
- Cork County Council – Carrigaline
- Carrigaline Community School （页面存档备份，存于）
- Carrigaline Educate Together Primary School （页面存档备份，存于）
- Satellite image of Carrigaline（页面存档备份，存于）